# Othmar Skala
Othmar Skala (* 27. April 1895 in St. Christophen; † 2. Juni 1958 in Wiener Neudorf) war ein österreichischer Lehrer und Heimatforscher.
Skala war zeitlebens als Wanderlehrer in Niederösterreich tätig, zuletzt in Obermallebarn als Volksschuldirektor. Die zahlreichen Ortswechsel nützte er für seine Forschungen, die vor allem das Waldviertel und das Weinviertel betrafen.
Skala veröffentlichte hauptsächlich Untersuchungen zur Ur- und Frühgeschichte und zur Volkskunde. Seine Publikationsorgane waren die Fachzeitschriften Mitteilungen der Anthropologischen Gesellschaft in Wien, Fundberichte aus Österreich und die heimatkundliche Zeitschrift Das Waldviertel. Daneben erschienen zahlreiche Veröffentlichungen in der Lokalpresse.
Ein Teil seiner Tätigkeit betrifft die Geländeforschung. Diesbezüglich ist die Lokalisation zahlreicher Urzeitsiedlungen zu nennen und die Bergung und Rettung wertvollsten Kulturgutes, großteils aus mehreren Phasen der Steinzeit und der Bronzezeit. Die zustandegebrachten Materialien werden in den Lokalmuseen in Gmünd, Korneuburg, Stockerau und im Naturhistorischen Museum (Wien) verwahrt. Der von ihm gerettete bronzezeitliche Keramikdepotfund von Maisbirbaum gab für Niederösterreich einem ganzen Zeithorizont (Typus Maisbirbaum) den Namen.
Skala war Zeitgenosse von Franz Xaver Kießling und Angela Stifft-Gottlieb. Mit beiden gab es immer wieder fruchtbare Zusammenarbeit.

## Veröffentlichungen (Auswahl)
- Die Entwicklungsgeschichte des Waldviertels, Verlag Verein deutsche Heimat, Wien 1929.
- Das Ansprechen von Krankheiten. In: Das Waldviertel 7, 1934, S. 9ff.
- Die Kulturbeziehungen in der Malkeramik. In: Das Waldviertel 8, 1935, S. 9ff.
- Die Plateaulehmstationen in der Umgebung von Japons, N.Ö. In: Mitteilungen der Anthropologhischen Gesellschaft 1937, S. 157ff.
- Theoretische und praktische Hinweise zu einer systematischen Bodenforschung auf vor- und frühgeschichtliche Altertümer. Wien 1948
- Die Spuren des vor- und frühgeschichtlichen Menschen. In: Heimatbuch des politischen Bezirkes Korneuburg I, Korneuburg 1957, S. 51ff.